# Erysiphe heringeriana
Erysiphe heringeriana är en svampart som först beskrevs av U. Braun ex Dianese & A.C. Dianese, och fick sitt nu gällande namn av U. Braun & S. Takam. 2000. Erysiphe heringeriana ingår i släktet Erysiphe och familjen Erysiphaceae.   Inga underarter finns listade i Catalogue of Life.